# جوردن گرت
جوردن گرت (به انگلیسی: Jordan Garrett) (زاده ۱۷ دسامبر ۱۹۹۲) بازیگرآمریکایی است.
از فیلم‌های معروف او می‌توان به بازی در فیلم مجازات مرگ اشاره کرد.